# Gonzalo López-Gallego
Gonzalo López-Gallego (Madrid, 27 giugno 1973) è un regista, sceneggiatore e montatore spagnolo.

## Biografia
Dopo la regia del cortometraggio Musas del 1998, nel 2001 López-Gallego dirige il suo primo lungometraggio Nómadas, vincitore del premio speciale della giuria al Festival del Cinema Spagnolo di Malaga. Grazie al suo secondo film El rey de la montaña, ottiene un credito internazionale e cattura l'attenzione di Hollywood.
Nel 2011 dirige Apollo 18, primo film di produzione statunitense con protagonisti Warren Christie, Lloyd Owen e Ryan Robbins. Due anni dopo dirige Sharlto Copley nel thriller/horror Open Grave.
Nel 2016 dirige The Hollow Point, con un cast che comprende Ian McShane, Patrick Wilson e John Leguizamo.

## Filmografia

### Regista
- Nómadas (2001)
- Sobre el arco iris (2003)
- El rey de la montaña (2007)
- Apollo 18 (2011)
- Open Grave (2013)
- The Hollow Point (2016)
- Fuoco assassino 2 (Backdraft 2) (2019)
- American Star (2024)